# Greater Manchester West (circonscription du Parlement européen)
Avant l’adoption uniforme de la représentation proportionnelle en 1999, le Royaume-Uni utilisait le système uninominal à un tour pour les élections européennes en Angleterre, en Écosse et au pays de Galles. Les conscriptions du Parlement européen utilisées dans ce système étaient plus petites que les circonscriptions régionales les plus récentes et ne comptaient chacune qu'un seul membre au Parlement européen.
La circonscription de Greater Manchester West était l'une d'entre elles.

## Limites
Il se composait des circonscriptions du Parlement de Westminster Altrincham and Sale, Bolton East, Bolton West, Eccles, Farnworth, Leigh, Salford East, Salford West et Stretford. De 1984 à 1994, il se composait de Bolton North East, Bolton South East, Bolton West, Bury North, Bury South, Eccles, Salford East, and Worsley. De 1994 à 1999, il se composait de Bolton North East, Bolton South East, Bolton West, Bury South, Davyhulme, Eccles, Salford East, and Worsley.